# 久留倍官衙遺跡
久留倍官衙遺跡（くるべかんがいせき）は、三重県四日市市大矢知町にある官衙遺跡。2006年7月28日に国の史跡に指定されている。

## 概要
久留倍遺跡は、四日市市北東部にある、弥生時代から中世に至る遺構が残る複合遺跡である。久留倍遺跡のうち、古代の朝明郡衙（あさけぐんが）関連施設の遺構が残る区域が「久留倍官衙遺跡」の名称で国の史跡に指定されている。
久留倍官衙遺跡は、伊勢湾に向けて東流する朝明川と海蔵川（かいぞうがわ）の間、垂坂丘陵の北東端に位置する。標高は最高所で30メートルである。1999年以降、国道1号北勢バイパスの建設工事に際して調査が実施され、朝明郡衙の遺構が確認された。このため、北勢バイパスは構造・設計を変更し、遺構が保存されることとなったが、これら遺構を郡衙と断定することについては、異説も唱えられており、延喜式による朝明駅ではないかとする説も存在している。
『日本書紀』672年(天武天皇元年)六月条には、同年に発生した壬申の乱に際し、大海人皇子（後の天武）が朝明郡迹太川（とおがわ）のほとりで天照大神を遥拝し、戦勝を祈願したとの記事がみえる。なお、この迹太川が現在のどの川にあたるかは確定していない。また、『続日本紀』には740年(天平12年)、聖武天皇が朝明郡に行幸したとある。四日市市内には聖武天皇の行幸に関する伝承が複数残っている。

## 遺構

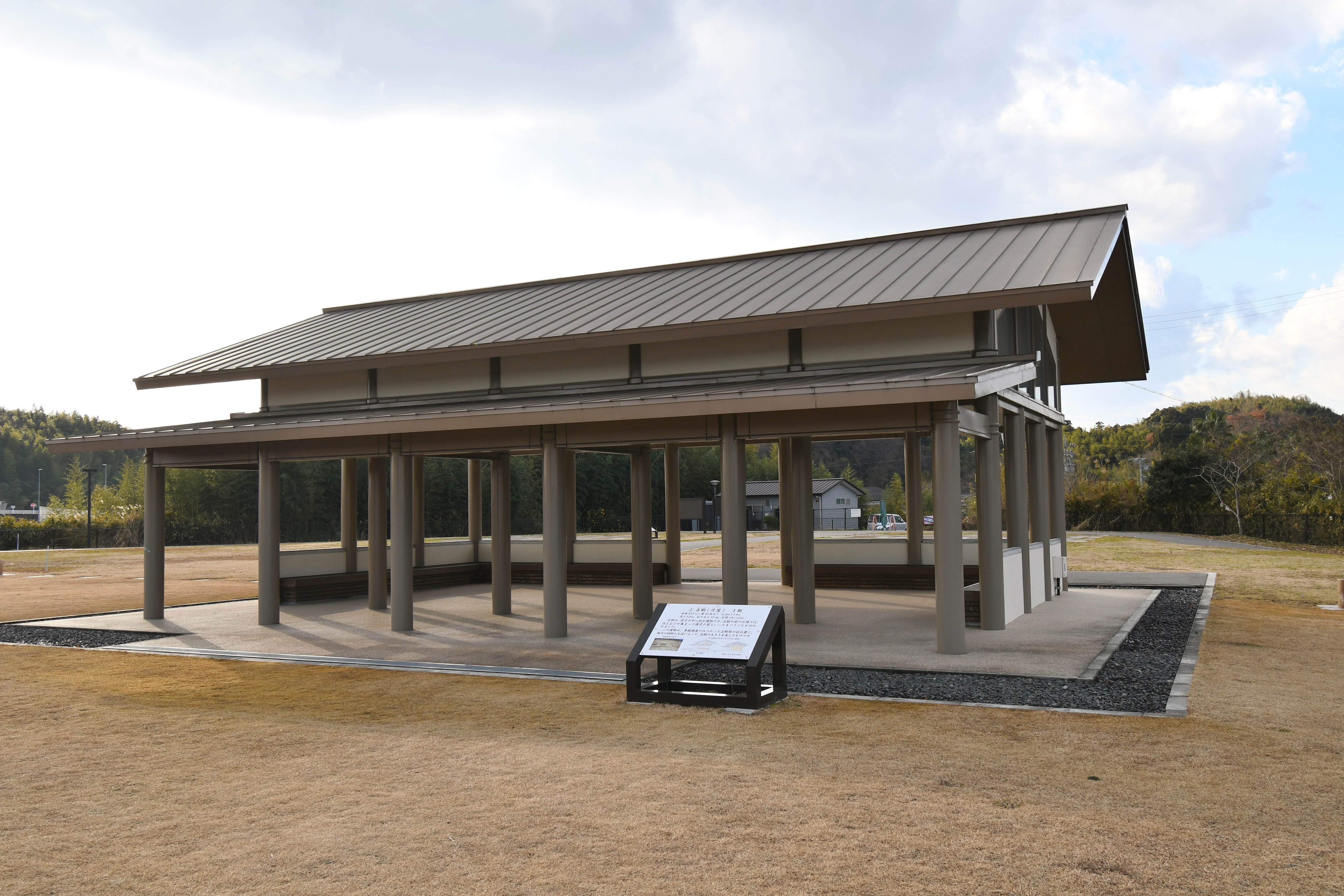
正殿（庁屋、I期）

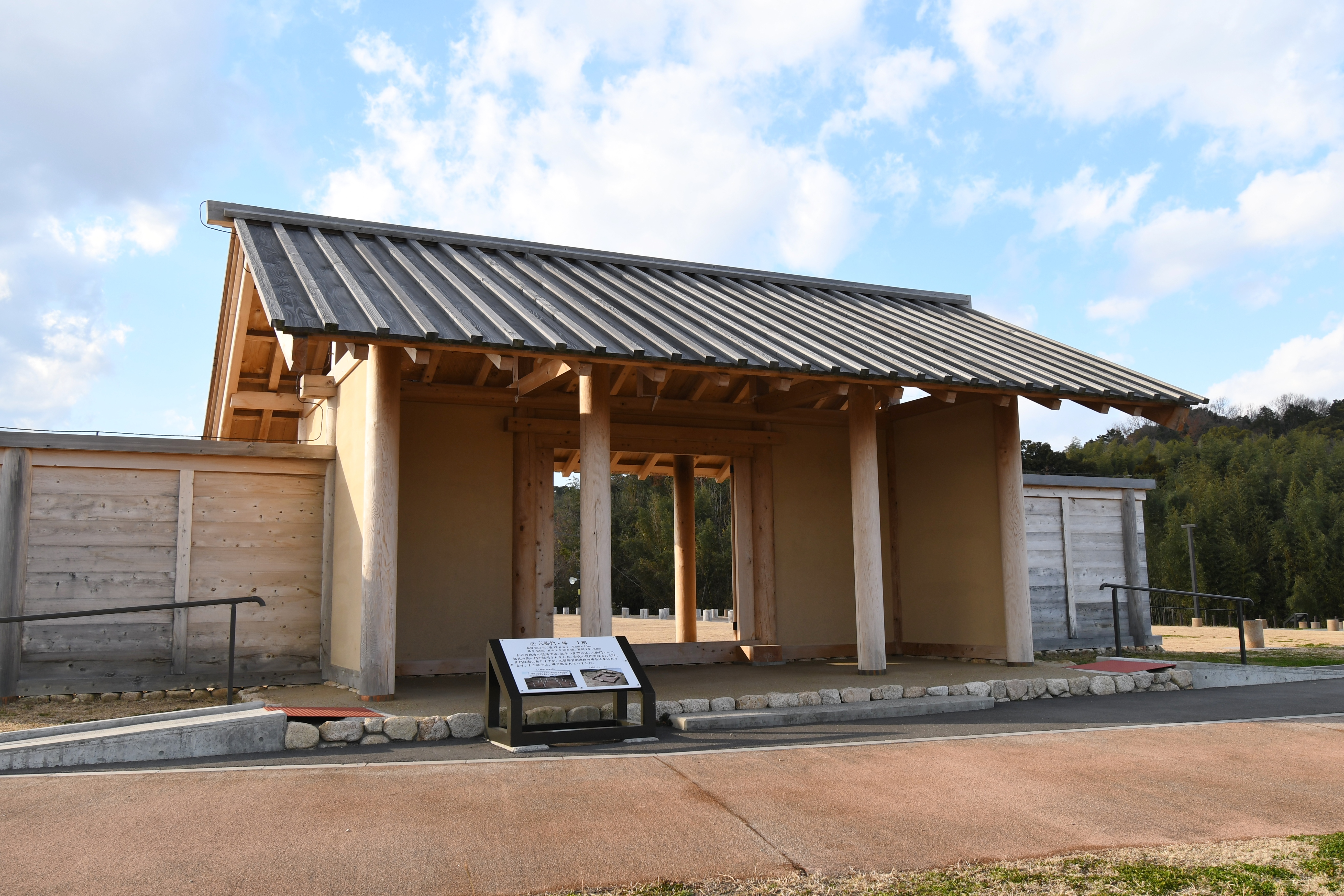
八脚門・塀（I期）

遺跡は、地形的には、郡衙の政庁があった丘陵上部の平坦面、正倉院があった東側の斜面、関連建物群があった北東の丘陵裾部の3地区に分かれる。以下、本項ではそれぞれを「丘陵上部」「東斜面」「丘陵裾部」と呼称する。
遺跡内では約80棟の掘立柱建物跡が検出されている。これらの建物の存続期間、建て替えの前後関係、各建物の性格などを整理すると、遺跡の変遷は次の3期に分けられる。
- I期 - 7世紀末から8世紀前半、丘陵上部に東を正面とする政庁が存在した。
- II期 - 8世紀前半から同後半、丘陵上部にI期の政庁に替わって、南正面・東西棟の長大な建物が建てられた。
- III期 - 8世紀後半から9世紀末、東斜面に正倉院が営まれた[6]。

### I期
丘陵上部に政庁が建てられた。正殿とその手前左右（南北）の脇殿が「コ」の字形に並び、これらの東側正面に八脚門があった。八脚門とは正面柱間が3間で、本柱の前後に控柱が4本ずつ（計8本）立つ形式の門である。政庁区域の規模は、東西42メートル、南北51メートル、面積2,142平方メートルであった。
一方、丘陵裾部にもI期に属する掘立柱建物群跡が見出される。裾部では竪穴建物跡も検出されているが、竪穴建物と掘立柱建物が同時期に併存したとは考えがたく、前者の廃絶後に後者が建てられたとみるべきである。出土土器の年代も合わせ考えると、竪穴建物は7世紀後半まで存在。裾部の掘立柱建物は7世紀末から8世紀初めに建てられ、丘陵上部の政庁はこれよりやや遅れての建立。これらの掘立柱建物は8世紀前半のうちに廃絶したとみられる。

### II期
丘陵上部には、東向きの政庁に代わって、南を正面とする、東西方向に長い建物が建てられた。ほぼ同規模の建物が南北2棟あり、南の建物は政庁の北脇殿の跡に建っていた。南の建物は桁行14間×梁間3間、実長は29.4メートル×6.9メートル、床面積は202.86平方メートル。北の建物は桁行14間×梁間3間、実長は30.0メートル×6.75メートル、床面積は202.5平方メートルであった。この期の建物は、後述の正倉院の建物によって削平されている。すなわち、この期の建物は正倉院よりも古く、8世紀前半から後半に存在したことがわかる。

### III期
東斜面に建物群と区画溝が造られる。総柱建物（建物の外周だけでなく内部にも密に柱を立てるもの）が整然と建つところから、正倉院とみられる。当初は丘陵上部まで正倉院と区画溝が延びていたが、後に丘陵上部と東斜面の間に区画溝が造られ、正倉院の区域は東斜面のみになる。建物の方位はふたたび東向きになっている。溝からは8世紀後半の土器が出土するため、この頃に正倉院が成立し、9世紀末か10世紀初めには溝が埋められ廃絶したとみられる。なお、溝からは8世紀前半以前の土器も出土するが、これは古い時期の土器が流入したものと解釈されている。

### 遺構の位置付け
I期の建物群は、南でなく東を正面とする点が異例であるが、各地の郡衙遺跡との比較や、郡内に他に該当する遺跡がないことから、朝明郡の政庁と考えられている。II期の東西に長い大型建物については、当時「屋」と呼ばれた、土間ないし平地床の倉庫ではないかと考えられている。一方で、聖武天皇の朝明行幸（740年）に際して造られた頓宮だとする説もある。740年の行幸はII期の建物の存続時期と重なることから、聖武の行幸となんらかのかかわりがあった可能性もある。北東の丘陵裾部の建物群については、官衙に付随する館（たち、宿泊施設）や厨（くりや、役人の食事を準備した建物）であった可能性がある。

## 所在地
- 〒510-8034 三重県四日市市大矢知町2267-8

## 久留倍官衙遺跡公園
2020年（令和2年）10月11日、久留倍官衙遺跡の公園整備事業が「久留倍官衙遺跡公園」として完了し、11月1日にオープンした。

## ギャラリー

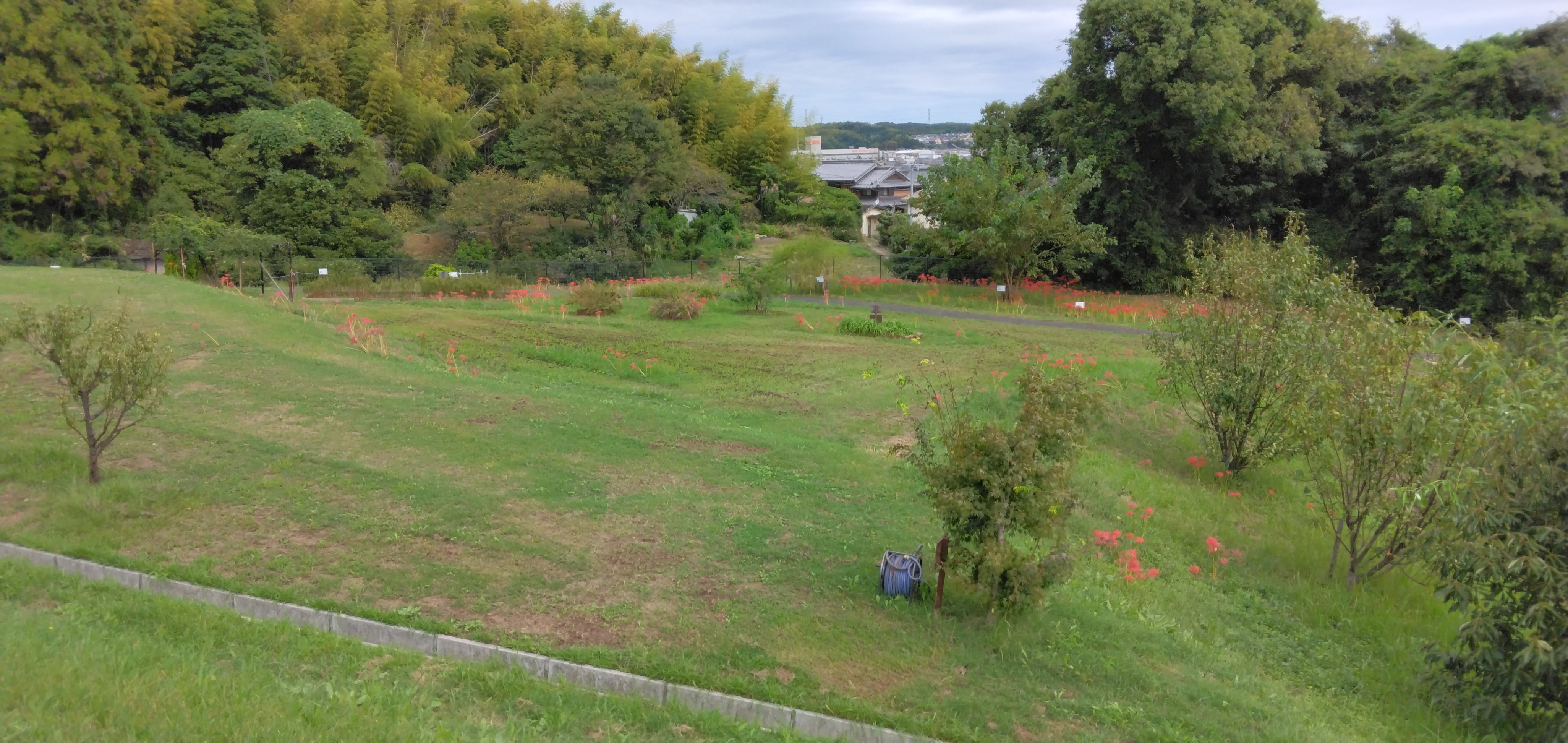
久留倍官衙遺跡2024年10月5日撮影